# Ressort (Nederland)
Een ressort is het grondgebied van een gerechtshof. Zo bestaat het ressort van het gerechtshof Den Haag uit de arrondissementen Den Haag en Rotterdam. Sinds april 2013 zijn er vier ressorts en elf arrondissementen. De huidige vier ressorts zijn:
- Amsterdam
- Arnhem-Leeuwarden
- Den Haag
- 's-Hertogenbosch